# سیارک ۷۷۱۴
سیارک ۷۷۱۴ (به انگلیسی: 7714 Briccialdi، نامگذاری:1996CC1) هفت هزار و هفتصد و چهاردهمین سیارک کشف شده‌است که در ۹ فوریه ۱۹۹۶ کشف شد.
قدر مطلق سیارک برابر ۱۵٫۱۰ است.